# Massimiliano Sforza
Massimiliano Sforza, född den 25 januari 1493, död den 4 juni 1530 i Paris, var en italiensk hertig, son till Ludovico Sforza. 
Massimiliano insattes av heliga ligan 1512 som hertig i Milano. Stadens egentliga herrar under hans regeringstid var de schweiziska trupperna. År 1515 måste han mot ett årligt underhåll avstå sitt område till Frans I av Frankrike.